# سرخس جميل الجذور
سرخس جميل الجذور (الاسم العلمي: Polypodium calirhiza) هو نوع نباتي يتبع جنس السرخس من فصيلة السرخسية.